# جاده ئی۸۲۱ اروپا
جاده ئی۸۲۱ اروپا (به انگلیسی: European route E821) یکی از جاده‌های درجه ۲ قاره اروپا است.
این جاده که در کشور ایتالیا قرار دارد از شهر رم شروع شده و در شهر سن چزارئو به پایان می‌رسد.